# 大果榆
大果榆（学名：Ulmus macrocarpa）为榆科榆属的植物。分布在朝鲜、俄罗斯中部以及中国大陆的安徽、吉林、甘肃、山西、山东、河南、辽宁、青海、陕西、黑龙江、河北、江苏、内蒙古等地，生长于海拔700米至1,800米的地区，多生长在黄土丘陵、台地、山坡、谷地、固定沙丘及岩缝中，目前尚未由人工引种栽培。

## 别名
芜荑（神农本草经） 姑榆（尔雅） 山松榆（说文） 山榆（广雅） 白芜荑（圣惠方） 黄榆（中国经济植物志） 迸榆（河北） 扁榆、柳榆（河南） 山扁榆（辽宁熊岳） 翅枝黄榆、倒卵果黄榆、广卵果黄榆、蒙古黄榆、矮形黄榆（东北木本植物图志）

## 异名
- Ulmus macrocarpa Hance var. mongolica Liou et S. X. Li
- Ulmus macrocarpa Hance var. nana Liou et Li

## 虫瘿
照片1